# Amyloathelia
Amyloathelia es un género de hongos de la familia Amylocorticiaceae. El género contiene tres especies distribuidas en Europa y América del Sur.